# Manoir de Kerbot
Le manoir de Kerbot est situé à Sarzeau en France.

## Localisation
Le manoir est situé sur le territoire de la commune de Sarzeau, au lieu-dit Kerbot, dans le département du Morbihan en région Bretagne.

## Description
Le manoir date du XVIe siècle, logis à plan en L à un étage carré et comble à surcroît, enduit, lucarne en calcaire à travées, avec aile en retour à travée unique, toiture à longs pans à pignon couvert, tour d'escalier hors-œuvre, appareil alterné brique et granite, escalier à vis avec jour, en charpente, toit polygonal, noue, tour postérieure en moellons, élévation à travées, toit en pavillon. Cellier au nord en moellons, toit à longs pans couvert, voûté en berceau segmentaire, étable au sud en moellon à un étage carré, toit à pignon couvert, appentis.

## Historique
Manoir construit au XVIe siècle par les du Bot, qui succèdent aux Maubec. La cheminée de la pièce nord est le seul vestige de cette époque. Acquis avant la Révolution par les Gouvello. Le bâtiment actuel est construit avant 1872 par M. de Gouvello pour en faire un orphelinat à vocation agricole et un établissement viticole, actuellement un restaurant. Le cellier et les étables sont de la fin du XIXe siècle. 
Le manoir est inscrit à l'inventaire général du patrimoine culturel en 1983.